# Michel Joiret
Pour les articles homonymes, voir Joiret.
Michel Joiret né à Ampsin le 17 août 1948 est un homme politique belge, membre du Mouvement réformateur.
Il est diplômé de l'enseignement supérieur non universitaire; analyste en biologie clinique à l'hôpital de Bavière, ensuite responsable du laboratoire d'urgences hématologiques au CHU de Liège; président de la section PRL d'Anthisnes (1988-2000), ensuite vice-président de la section de Huy; membre du Bureau provincial du MR (1999); dès juin 2004, il ne figure d’ailleurs plus sur aucune liste.

## Carrière politique
- député wallon (2003-2004) remplaçant Hervé Jamar, nommé secrétaire d'Etat le 16 juillet 2003